# والتر گارسیا
والتر گارسیا (اسپانیایی: Walter García‎؛ زادهٔ ۱۴ مارس ۱۹۸۴) بازیکن فوتبال اهل آرژانتین است.
از باشگاه‌هایی که در آن بازی کرده‌است می‌توان به روبین کازان، سن لورنزو، باشگاه فوتبال نیویورک رد بولز، آرژانتینوس جونیورز، کاتانیا و باشگاه فوتبال ناسیونال اروگوئه اشاره کرد.